# John Gould Moyer
John Gould Moyer (* 12. Juli 1893 in Chicago, Illinois; † 21. Januar 1976 in Honolulu, Hawaii) war ein US-amerikanischer Marineoffizier. Zwischen 1942 und 1944 war er Militärgouverneur von Amerikanisch-Samoa.

## Werdegang
John Moyer wurde in Chicago geboren und wuchs in Delphi (Indiana) auf. Zwischen 1910 und 1914 absolvierte er die United States Naval Academy in Annapolis (Maryland). In den folgenden Jahren diente er als Offizier in der United States Navy. Am Ende seiner militärischen Laufbahn am 30. Juni 1949 hatte er es bis zum Konteradmiral gebracht.
Zwischen dem 5. Juni 1942 und dem 8. Februar 1944 war er als Nachfolger von Laurence Wild Gouverneur von Amerikanisch-Samoa. Wegen der klimatischen Voraussetzungen schlug er vor, die Dienstzeit der dort stationierten amerikanischen Truppen von 18 auf zwölf Monate zu reduzieren. Seine Zeit als Gouverneur war von den Ereignissen des Zweiten Weltkrieges geprägt. Er kommandierte damals auch die auf seiner Insel stationierten Soldaten des Marine Corps. Über das Leben von John Moyer nach seinem Ausscheiden aus dem Militärdienst im Jahr 1949 ist nichts überliefert. Er starb am 21. Januar 1976 in Honolulu.